# Эль-Лахун
Эль-Лахун (так же Иллахун, Лахун и Кахун) — древнеегипетский некрополь, расположенный в 16 км южнее Файюма, Египет. Главной достопримечательностью местности является пирамидальный комплекс Сенусерта II (пирамида в Лахуне), который расположен вблизи деревни Аль-Лахун (араб. اللاهون)‎), по названию которой и назван некрополь. В древности эта местность называлась re-hen-t, что означало «Рот (или Открытие) канала».

## Обзор
Недалеко от некрополя обнаружена так называемая «деревня рабочих», которые построили пирамиду в Лахуне и занимались обслуживанием погребального культа фараона. Данная местность использовалась в период XIII династии, затем в период Нового царства, когда стали проводить крупные оросительные работы в этом регионе.
Деревня называлась Кахун, расположена в 800 м от пирамиды в пустынном регионе. На момент её обнаружения Флиндерсом Питри, стены и крыша многих зданий сохранились; также им было сделано открытие в том, что египтянам была известна арочная форма строительства. Раскопки проводились в период с 1888 по 1890 годы, затем были возобновлены в 1914 году. В результате раскопок многие здания стали разрушаться, так как археологи откапывая один слой, переносили и сваливали мусор на нераскопанные сооружения, тем самым перегружая их. В результате подобных неправильных раскопок в настоящий момент мало что сохранилось.
В домах найдены хозяйственные инструменты и предметы повседневной жизни египтян, которые отличались по количеству и качеству. По тому в каком положении и состоянии были найдены объекты, доктор Розали Дэвидс выдвинула предположение, что деревню покинули люди внезапно. В полу во многих домах были погребены деревянные ящики с человеческими костями. Питри перезахоронил останки этих людей в пустыне.
Также в Кахуне были найдены более 1000 фрагментов папируса, содержащие юридические и медицинские документы.
В результате новых раскопок 2009 года вокруг пирамиды под слоем песка и камня, археологи обнаружили тайник с мумиями, уложенными в ярко раскрашенные деревянные саркофаги.

## Галерея
- Пирамида в Лахуне
- Пирамидальный комплекс Сенусерта II на карте Лепсиуса
- План «деревни рабочих» вблизи пирамиды Сенусерта II
- Медицинский папирус найденный в Кахуне